# スパルコ
スパルコ (Sparco S.p.A) は、イタリアピエモンテ州トリノ県セッティモ・トリネーゼに本社を置くモータースポーツ関連用品を開発販売する企業である。

## 概要

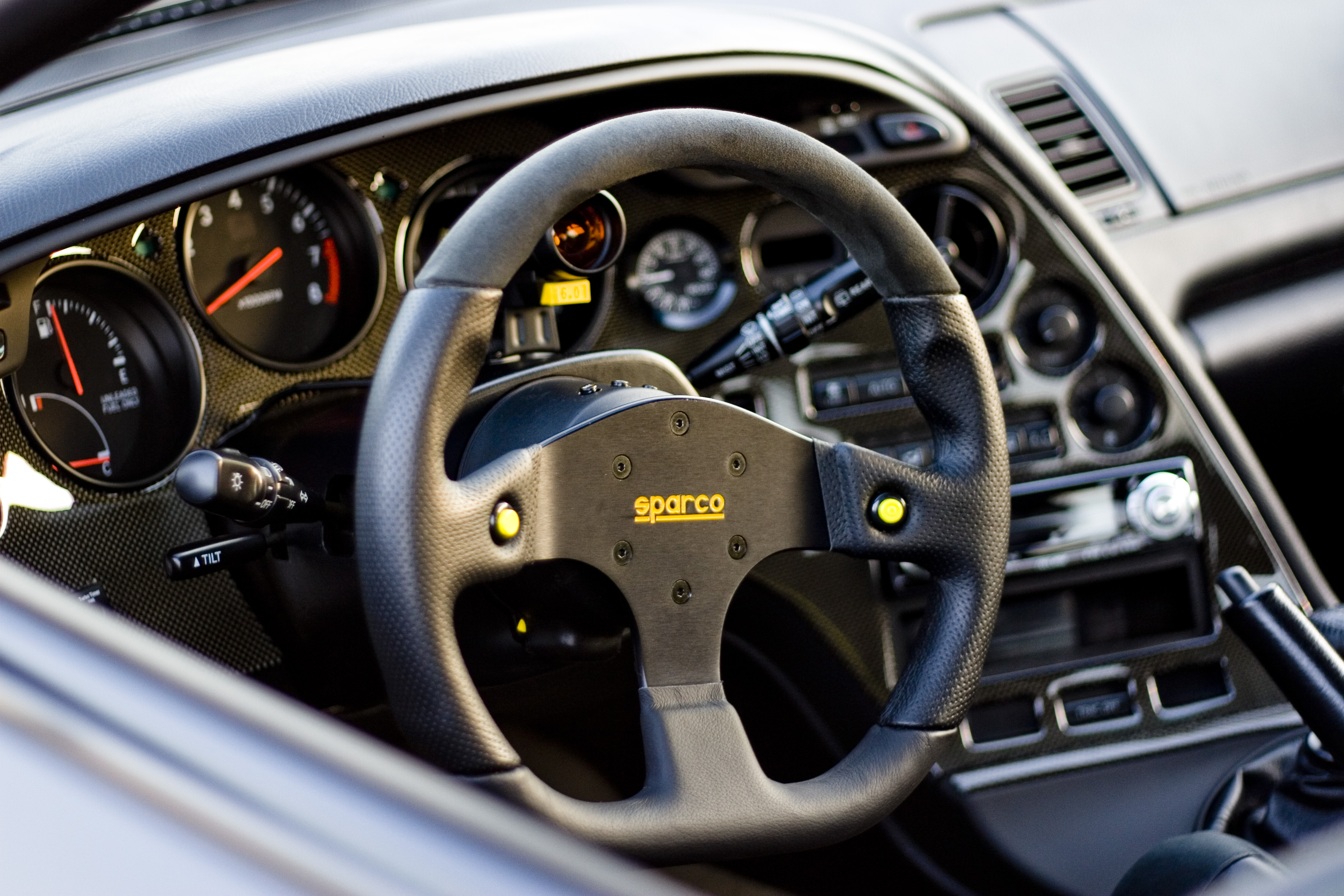
スパルコのステアリング・ホイール

1977年にレーシングドライバーであったエンリコ・グロリオーソ（Enrico Glorioso）とアントニオ・パリシ（Antonio Parisi）によって設立された。
設立当初からモータースポーツ用品を中心として展開しており、1978年にはFIAへ耐火レーシングスーツを提供するなど、モータースポーツ業界の安全性の向上に貢献している。
1980年代にはネルソン・ピケを擁するブラバムへの製品提供を行い、チームの黄金期を支えるとともに同社製品の知名度を高めた。
1990年より、一般向けのモータースポーツ製品のリリースを開始している。
現在はヘルメット、レーシングスーツ、ハーネス、バケットシート、ステアリング・ホイール、などの自動車競技用部品の製造、OEMでフェラーリの純正シートの納入を主に行っているほか、O.Zとコラボレートしブランドを冠したアロイホイールの販売も行っている。また、レースのスポンサーとしてラリー、F1、MotoGPにも積極的に参加している。